# Elena Santiago
Elena Fernández Gómez, més coneguda amb el pseudònim d'Elena Santiago (Veguellina de Órbigo, Villarejo de Órbigo, Província de Lleó, 8 de febrer de 1936 - Valladolid, 3 de gener de 2021), fou una escriptora, poeta i novel·lista espanyola.
Nascuda a un poblet de la província de Lleó, s'establí a Valladolid el 1965, i cursà la carrera de magisteri, tot i que, finalment, es traslladà a Madrid per seguir amb les Lletres, i acabant dedicant-se per complet a l'escriptura i a l'art, i ben aviat, només a escriure.
Els seus primers dos contes, El Hijo (1969) i Historia sobre el terremoro de Perú (1970), van ser seleccionats per la revista «Temas». A aquests seguiren durant els anys 1973 i 1975 Un camino amarillo, La última puerta, Las horas quietas i Cada invierno, i després La oscuridad somos nosotros (1976), novel·la inspirada en una història familiar en un context rural i cotidià durant la Guerra Civil espanyola i la postguerra, que li valgué el Premi Ciudad de Irún, Un mundo detrás de la puerta, El ruido i Antes de cerrar la puerta (ambos en 1977), Ácidos días (1979), Una mujer malva (1981), Manuela y el mundo (1983), Alguien sube (1985), Relato con lluvia (1986), Veva (1988), El amante asombrado (1994), Amor quieto (1997), Cuentos (1997), Ángeles oscuros (1998), Un susto azul (1998), Asomada al invierno (2001), Olas bajo la ciudad (2003), Sueños de mariposa negra (2003), Lo tuyo soy yo (2004), La muerte y las cerezas (2009), Nunca el olvido (2015) i Los delirios de Andrea (2019).
Va col·laborar en diversos periòdics, com el diari ABC, El Norte de Castilla o El Mundo), i formà part del consell de redacció de diferents revistes literàries, freqüentant la poesia i la prosa poètica en obres com Después, el silencio (1978), Ventanas y palabras (1986), Valladolid desde la noche (1998), No estás (2001), Hombres de viento (2005), i Sostenida luz (2014). El 2004 publicà, juntament amb Eduardo Cuadrado, Hombres de viento. Participà amb el relat "Finalmente, ¿una oscuridad?" al llibre col·lectiu Inmenso estrecho. També Cuentos sobre inmigración (2005). Per al públic infantil destaca el seu conte Sueño de mariposa negra (2003) i els poemes de Mat y Pat. Vuelos de niños (2018).

## Reconeixements[1][2]
- Premi Ciudad de León (1973)
- Premi Ignacio Aldecoa (1974)
- Premi Lena (1976)
- Premi Ciutat d'Irun (1976)
- Premi Xauxa (1977)
- Premi Calderón Escalada (1977)
- Premi Novelas y Cuentos (1979)
- Premi La Felguera (1980)
- Premi Hucha de Plata y Hucha de Oro (1981)
- Premi Ciudad de Barbastro (1981)
- Premi Felipe Trigo (1983)
- Premi Ateneo de Valladolid (1985)
- Premi Rosa Chacel, al conjunt de la seva obra (1998)
- Premi a la Trajectoria Literària, de la Diputació Provincial de Valladolid (2001)
- Premi Castilla y León de las Letras (2002)
- Nomenament de Filla Predilecta de Veguellina, la seva ciutat natal (2003)
- Se li dona el seu nom a la Plaça de la vila de Veguellina (2003)